# Łukta (gromada)
Łukta – dawna gromada, czyli najmniejsza jednostka podziału terytorialnego Polskiej Rzeczypospolitej Ludowej w latach 1954–1972.
Gromady, z gromadzkimi radami narodowymi (GRN) jako organami władzy najniższego stopnia na wsi, funkcjonowały od reformy reorganizującej administrację wiejską przeprowadzonej jesienią 1954 do momentu ich zniesienia z dniem 1 stycznia 1973, tym samym wypierając organizację gminną w latach 1954–1972.
Gromadę Łukta z siedzibą GRN w Łukcie utworzono – jako jedną z 8759 gromad na obszarze Polski – w powiecie ostródzkim w woj. olsztyńskim na mocy uchwały nr 22 WRN w Olsztynie z dnia 4 października 1954. W skład jednostki weszły obszary dotychczasowych gromad Komorowo, Łukta, Molza, Pelnik, Plichta, Ramoty, Strzałkowo, Tabórz, Worliny, Dąg i Wynki ze zniesionej gminy Łukta oraz miejscowość Pupki z dotychczasowej gromady Kątno ze zniesionej gminy Biesal w tymże powiecie. Dla gromady ustalono 20 członków gromadzkiej rady narodowej.
31 grudnia 1961 do gromady Łukta włączono obszar zniesionej gromady Mostkowo w tymże powiecie (przyłączonej do powiatu ostródzkiego z powiatu morąskiego tego samego dnia).
1 stycznia 1969 z gromady Łukta wyłączono: a) część obszaru PGR Zajączkowo (6 ha), włączając ją do gromady Wołowno; b) część obszaru wsi Woryty (5 ha), włączając ją do gromady Gietrzwałd – obie w powiecie olsztyńskim w tymże województwie; do gromady Łukta włączono natomiast część jeziora Długie (4 ha) z gromady Żabi Róg w powiecie morąskim w tymże województwie.
Gromada przetrwała do końca 1972 roku, czyli do kolejnej reformy gminnej. 1 stycznia 1973 w powiecie ostródzkim reaktywowano gminę Łukta.